# Батийи (Мёрт и Мозель)
Батийи́ (фр. Batilly) — коммуна во французском департаменте Мёрт и Мозель, региона Лотарингия. Относится к  кантону Омекур.	

## География
Батийи был образован при слиянии трёх коммун: собственно Батийи, Бо-Сежур и Паради. Он расположен в 17 км к западу от Меца. Соседние коммуны: Сен-Мари-о-Шен и Сент-Ай на северо-востоке, Жуавиль на юго-западе.

## Экономика
В Батийи находится завод группы Рено, производящий грузовые автомобили марок Рено и Опель, такие как Renault Mascott и Renault Master.

## История
В 1871-1914 годах был пограничным городом с Германской империей.

## Демография
Население коммуны на 2010 год составляло 1276 человек.
| 1962 | 1968 | 1975 | 1982 | 1990 | 1999 | 2010 |
| ---- | ---- | ---- | ---- | ---- | ---- | ---- |
| 997  | 1042 | 1012 | 1090 | 1096 | 1129 | 1276 |